# معهد العلوم الإسلامية والعربية (أمريكا)
معهد العلوم الإسلامية والعربية بأمريكا هو حرم جامعي أمريكي تابع لجامعة الإمام محمد بن سعود الإسلامية في المملكة العربية السعودية ومقره فرجينيا.

## خلفية
تأسس معهد العلوم الإسلامية والعربية في أمريكا في عام 1988 كمنظمة غير ربحية في فيرفاكس فيرجينيا. هو معهد تدريسي وبحثي تابع لجامعة الإمام محمد بن سعود الإسلامية بالرياض بالمملكة العربية السعودية.
يتم تمويل المعهد من قبل السفارة السعودية وتعمل كذراع لإدارة الشؤون الدينية في السفارة السعودية. رئيس مجلس إدارة المعهد هو السفير السعودي السابق في أمريكا (1983-2005) الأمير بندر بن سلطان بن عبد العزيز آل سعود.
في 22 ديسمبر 2003 قام السناتور تشارلز جراسلي من اللجنة المالية بمجلس الشيوخ بإدراج معهد العلوم الإسلامية والعربية في قائمة المنظمات غير الربحية والجمعيات الخيرية التي تتخذ من الولايات المتحدة مقراً لها والتي يُشتبه في قيامها بغسل الأموال المستخدمة في الإرهاب.
في يناير 2005 ألغت وزارة الخارجية الأمريكية التأشيرات الدبلوماسية لـ16 من موظفي المعهد الدولي للرقابة المالية على التأشيرات. ووفقًا لمسؤولين أميركيين وسعوديين كان ذلك «جزءًا من محاولة» الولايات المتحدة والمملكة العربية السعودية «للحد من انتشار الخطاب الإسلامي المتطرف» في الولايات المتحدة و«ضمان مشاركة جميع موظفي السفارة السعودية في نشاط دبلوماسي مشروع».
عالم الدين السعودي والأستاذ في جامعة الإمام محمد بن سعود الإسلامية عبد العزيز الفوزان درس في المعهد لفترة.